# ML GROUP
ML GROUP (ранее «Презент упаковка», «Фабрика упаковки МИЛК») — предприятие по производству покрывных упаковочных материалов в Тульской области. Является одним из крупнейших производителей покрывной упаковки в Восточной Европе, занимает 13 место в мире по производству платинки, согласно отчету Zion market research.

## История

### Компания «Презент Упаковка»
Идея создания бизнеса по производству упаковки пришла к сооснователю компании Валентину Скуратовскому (Масленникову) в 1990-х годах, когда предприниматель получал высшее образование в одном из московских институтов на факультете экономики. Поначалу бизнес строился на торговле подарочной упаковкой. Затем Валентин Скуратовский встречает Ивана Лазуренко, который предлагает перейти в более выгодную нишу, а именно торговлю пищевой упаковкой.
Первым крупным клиентом, которому была предпринята попытка продажи продукции, стала российская компания Вимм-Билль-Данн. После разговора с представителем компании предприниматели пришли к пониманию необходимости создания собственного производства.

### Становление компании
Приняв решение о создании производства, предприниматели взяли курс на сотрудничество с мультинациональными компаниями. Спрос от производителей на упаковку, которая способствовала бы увеличению сроков годности продукции, был велик, что повлияло на стратегию развития.
Изначально производство строилось на арендованных московских площадях, но впоследствии к предпринимателям пришло понимание необходимости переезда на собственную территорию. Производство было организовано в Тульской области.
На протяжении следующего десятилетия компания активно вкладывала всю прибыль в развитие производства и производственной культуры (закупку оборудования, обучение кадров, налаживание поставок сырья, внедрение международных стандартов качества).
В 2020 году компания участвовала в экспериментальном запуске проекта по маркировке молочных продуктов и является сертифицированным производством для нанесения кодов Data Matrix для сертификации «Честный знак».

### Компания «ML GROUP»
В 2016 году название компании было изменено на «Фабрика упаковки MILK», а в 2024 году — на ML GROUP. Смена названий была обусловлена изменениями, которые происходили по мере развития компании с момента её создания до сегодняшнего дня. Название МИЛК, созвучное с аббревиатурами фамилий основателей предприятия, было выбрано, так как на тот момент основными потребителями были производители молочной продукции. Однако сфера деятельности предприятия расширялась, было запущено производство фармацевтической упаковки. Вследствие этого 1 января 2024 года был проведен ребрендинг, а название сменилось на ML GROUP.

### Открытие фармацевтического направления
Изначально компания специализировалась на производстве пищевой покрывной упаковки, однако впоследствии произошло расширение производства. В 2017 году компания объявила о запуске производства фармацевтической упаковки на собственной площадке. Через некоторое время было объявлено о строительстве отдельного завода по производству упаковки для фармацевтической промышленности.

## Продукция
С момента своего основания и по сегодняшний день компания занимается производством следующей продукции:
- гладкая платинка без тиснения;
- платинка с тиснением;
- платинка Алю 50 мкм;
- платинка без тиснения с логотипом заказчика;
- ПЭТ-платинка;
- платинки для запайки кофейных капсул;
- платинки для запайки керамики и стекла;
- платинки с пленкой;
- кашированная алюминиевая фольга;
- рулонная фольга с полноценной печатью;
- МИКСПАП;
- Cold Form ламинаты (Alu-Alu) для блистеров;
- алюминиевая блистерная фольга;
- упаковка для косметики;
- алюминиевая фольга с термолаком.

## Страны-партнеры
На сегодняшний день экспортная деятельность компании распространяется как на страны СНГ, так и на государства Ближнего Востока и Африки.
Страны-партнеры:
- Беларусь;
- Казахстан;
- Азербайджан;
- Грузия;
- Армения;
- Узбекистан;
- Таджикистан;
- ЮАР;
- Мадагаскар;
- Джибути;
- Канада.

Компания является победителем конкурса в номинации «Экспортер года в сфере промышленности» в 2021 году.

## Логистические особенности
В связи с санкционным давлением логистические процессы претерпевают значительные изменения (увеличение срока поставок, выставление счета, таможенное оформление грузов). Работа со странами-партнерами позволяет решать возникающие проблемы и экспортировать продукцию..

## Финансовые результаты
| Год                        | 2020        | 2021        | 2022        | 2023        |
| Выручка                    | 1 493 263 ₽ | 1 888 936 ₽ | 2 114 031 ₽ | 2 854 494 ₽ |
| Себестоимость продаж       | 1 176 779 ₽ | 1 569 959 ₽ | 1 692 306 ₽ | 2 023 835 ₽ |
| Валовая прибыль (убыток)   | 316 484 ₽   | 318 977 ₽   | 421 725 ₽   | 830 659 ₽   |
| Коммерческие расходы       | 51 065 ₽    | 76 763 ₽    | 91 993 ₽    | 111 217 ₽   |
| Управленческие расходы     | 94 671 ₽    | 87 516 ₽    | 115 612 ₽   | 140 505 ₽   |
| Прибыль (убыток) от продаж | 170 748 ₽   | 154 698 ₽   | 214 120 ₽   | 578 937 ₽   |

## Экология
Являясь крупным предприятием, компания принимает меры по сохранению окружающей среды. На производстве функционирует система утилизации остаточных паров растворителей, а также программа для допечатной подготовки PAСKZ. Софт позволяет минимизировать негативное воздействие на окружающую среду посредством уменьшения количества брака и соответственным уменьшением объёма потребляемой на производстве краски.

## Ориентированность на человека
Деятельность компании направлена на создание качественной пищевой и фармацевтической упаковки. На пищевом производстве внедрены стандарты FSSC 22000 и ИСО, а на фармацевтическом — GMP. Также компания регулярно проходит URSA, аудит, разработанный компанией Unilever и подтверждающий статус ответственного поставщика.
Также на производстве фармацевтической упаковки располагается чистая комната класса D, которая позволяет создать соответствующие условия для производства фармацевтической упаковки согласно GMP.

## Стандарты качества
На сегодняшний день компания функционирует согласно следующим стандартам качества:
- Система менеджмента качества ISO 9001:2015;
- Концепция ХААСП;
- Сертификация FSSC 22000;
- Сертификация SEDEX.

## Общественная жизнь
Сотрудники компании активно участвуют в локальных спортивных мероприятиях, например, в соревнованиях по футболу.
В 2022 году была организована экскурсия на производство для школьников Тульской области в рамках профориентационных мероприятий.